# Tancrède Martel
Tancrède Martel, pseudonym Joseph François Eugène Napoléon Gras (16. března 1856 Marseille – 17. prosince 1928 Paříž) byl francouzský spisovatel, básník a kritik, považovaný svými vrstevníky za jednoho z mistrů francouzského historického románu.

## Životopis
Tancrède Martel vyrostl v Marseille a přestěhoval se do Paříže. V Paříži navštěvoval Parnassiens, kde se spřátelil s Jeanem Richepinem, Mauricem Bouchorem, Raoulem Ponchonem a především s Théodorem de Banville, kterému věnoval svou první sbírku Les Folles Ballades (1879). V letech 1879–1880 se tam také seznámil s Françoisem Coppée, Barbeyem d'Aurevilly, Lecontem de Lisle a dlouho po nich i s Victorem Hugem. Úspěch Folles Ballades byl hlavním faktorem těchto setkání.
Když Victor Hugo v roce 1885 zemřel, byl z řad básníkových žáků a přátel vybrán jako pohřební komisař. Dohlížel na básníkovo tělo pod Vítězným obloukem. Dne 12. ledna 1909 byl na základě zprávy ministra veřejného vyučování a krásných umění jmenován dekretem rytířem Čestné legie. Francouzská akademie mu v letech 1905 a 1911 udělila Monbinnovu cenu.

### Sloupek nekrologu
Nekrolog Benjamina Crémieuxe v Les Nouvelles littéraires z 22. prosince 1928: "Neviděl jsem to, co se chystám říct, ale muž, který mi o tom vyprávěl, měl stále v očích hrůzu: na slaměné matraci, na podlaze, natažené tělo starého muže, bosé nohy přetékající, tělo ve staré košili. Ten starý muž, který umrzl, byl Tancrède Martel, spisovatel, kritik, básník – jeden z dvanácti, kteří hlídali Hugovo tělo pod Vítězným obloukem. Banville miloval jeho rané verše. Byl parnasista, přitahovaný školou života, která tehdy triumfovala s Richepinem. Byl přítelem Barbey d'Aurevillyho, Coppéeho a Mistrala (pocházel z Provence). Citovány byly jeho baladické refrény: Pillons du poivre et du café! nebo La Vieille rue sbírka povídek. Chváleny byly jeho historické romány – Pak, slovy Eugèna Dorse, "palčivý čas" změnil všechny hodnoty, na nichž tento velký učenec žil. Podkroví, postel, samota, smrt hladem a zimou, to byl konec jeho příběhu. Je krásné, že literatura je stále obohacována novými jmény, je správné, že zapomnění přikrývá ty, kteří nejsou dost silní, aby ho překonali. Přesto je tu dost místa pro mladé, kdybychom začali říkat uvolněte místo starým". 

## Dílo
- Les Folles Ballades, imprimerie A. Quantin, Paris, 1879
- L'Homme à l'hermine, mœurs parisiennes, M. Dreyfous, Paris, 1886
- Les Poèmes à tous crins, A. Lemerre, Paris, 1887
- La Main aux dames, E. Giraud, Paris, 1885
- La Parpaillotte, E. Flammarion, Paris, 1888
- Paris païen, A. Savine, Paris, 1888
- Alfred de Vigny, un acte en vers, Odéon, Paris, 1897
- Pierrot préfet, tois actes en vers, la Bodinière, Paris, 1898
- Bérénice et Corneille, un acte en vers, Odéon, Paris, 1898
- La Prise du bandit Masca, E. Flammarion, Paris, 1907
- Blancaflour, histoire du temps des papes d'Avignon, P. Ollendorff, Paris, 1908
- Loin des autres, roman parisien, E. Fasquelle, Paris, 1909
- L'Afrancesada, édition du Monde illustré, Paris, 1909
- Rien contre la patrie, P. Ollendorff, Paris, 1909
- Mémoires et Œuvres de Napoléon, A. Michel, Paris, 1910.
- Château en Espagne, H. Falque, Paris, 1911
- La Flûte du chevalier Pèbre, E. Figuière, Paris, 1914
- Julien et Marguerite de Ravalet 1582-1603, A. Lemerre, Paris, 1920
- Ce que coûtent les rêves, A. Lemerre, Paris, 1921
- Léguée par amour, A. Lemerre, Paris, 1925
- La Déesse vaincue, roman, A. Lemerre, Paris, 1927

### V češtině
- Dona Blanka – úvod František Sekanina, přeložil J. O. Novotný; in: 1000 nejkrásnějších novel... č. 83. Praha: J. R. Vilímek, 1915